# Howl (2025)
Howl ist ein australischer Kurzfilm für Jugendliche unter der Regie von Domini Marshall aus dem Jahr 2025. Der Film feierte im Februar 2025 auf der Berlinale seine Weltpremiere in der Sektion Berlinale Generation 14plus.

## Handlung
Lila und Daisy sind beste Freundinnen. Als sie gemeinsam auf einer Hausparty in einem Vorort sind, entsteht eine Situation, in der sie ihre Beziehung, die Bedeutung füreinander und auch ihren Platz im Leben klären und überdenken müssen. Gegensätzliche Wünsche stehen im Raum, schwierige Entscheidungen müssen getroffen werden.

## Produktion

### Filmstab
Regie führte Domini Marshall, von der auch das Drehbuch stammt. Die Kameraführung lag in den Händen von Matthew Chuang, die Musik komponierte Patrick Grigg  und für den Filmschnitt war Geri Docherty verantwortlich.

### Produktion und Förderungen
Produziert wurde der Film von Josie Baynes. 

### Dreharbeiten und Veröffentlichung
Der Film feierte im Februar 2025 auf der Berlinale seine Weltpremiere in der Sektion Berlinale Generation 14plus.

## Auszeichnungen und Nominierungen
- 2025: Internationale Filmfestspiele Berlin